# La peor de mis bodas
La peor de mis bodas es una película de comedia peruana de 2016 dirigida por Adolfo Aguilar (en su debut como director) y escrita por Sandro Ventura, Roberto Valdivieso y Percy Wong. Está protagonizada por Maricarmen Marín y Gabriel Soto. Se estrenó el 22 de septiembre de 2016 en los cines peruanos.

## Sinopsis
Maricielo es una traviesa vendedora de artículos para fiestas que es tentada por el hijo de un millonario para hacerse pasar por la mejor organizadora de bodas de Lima y así arruinar el matrimonio de su padre con su tonta novia.

## Reparto
Los actores que participaron en esta película son:
- Maricarmen Marín como Maricielo
- Gabriel Soto como Salvador
- Ricky Tosso como Pablo
- Attilia Boschetti como Úrsula
- Emanuel Soriano como Fernando
- Alexandra Graña como Rosaura
- Carlos Casella como Juancito
- Darlene Rosas como Catalina
- Jesús Alzamora como José Alonso
- Thiago Vernal como Ignacio
- María Paz Gonzáles-Vigil como Mariluz
- Analú Polanco como Silvita
- Alicia Mercado como Estrellita

## Recepción
La peor de mis bodas superó los 30.000 espectadores en el primer día de su estreno en salas. En su primer fin de semana en los cines, la película atrajo a 150.000 espectadores. La película atrajo a 396.500 espectadores en su segundo fin de semana. En su tercer fin de semana, la película atrajo a más de 558.000 espectadores. La película se convirtió en la tercera película peruana más vista de 2016 con 722.106 espectadores.

## Secuelas
Tras el éxito inmediato de la película, se confirmó que se realizaría una secuela titulada La peor de mis bodas 2. Se estrenó el 1 de enero de 2019 en los cines peruanos. Rápidamente, se confirmó que la realización de una tercera parte se filmaría en marzo de 2022. El estreno de la tercera parte está previsto para el 27 de julio de 2023 en los cines peruanos.